# Gran Galà del calcio AIC 2013

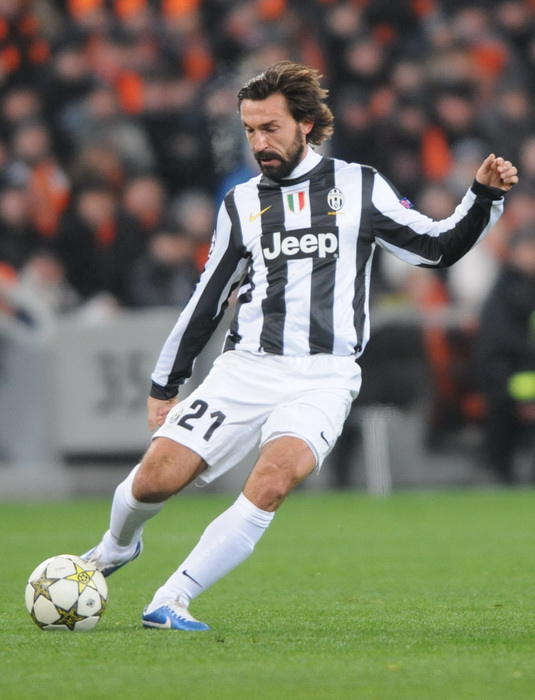
L'italiano Andrea Pirlo, migliore calciatore assoluto al Gran Galà del calcio AIC 2013.

Il Gran Galà del calcio AIC 2013 è stata la terza edizione dell'omonima manifestazione in cui sono stati premiati, da parte dell'Associazione Italiana Calciatori, i protagonisti del calcio italiano per la stagione 2012-2013.
I riconoscimenti sono stati consegnati il 27 gennaio 2014 presso lo studio Rai di via Mecenate a Milano; la manifestazione, presentata da Enrico Varriale e Francesca Fioretti, è stata trasmessa su Rai Sport 1 all'interno del Processo del Lunedì.
Protagonista dell'edizione, per il secondo anno consecutivo, è stata la Juventus che, oltre ad aver conquistato i riconoscimenti come miglior società, miglior calciatore assoluto e miglior allenatore, ha anche visto inseriti quattro suoi giocatori nella squadra dell'anno.

## Vincitori
Squadra dell'anno
| Ruolo | Naz.                | Giocatore         | Squadra    |
| ----- | ------------------- | ----------------- | ---------- |
| P     | Slovenia (bandiera) | Samir Handanovič  | Inter      |
| D     | Italia (bandiera)   | Christian Maggio  | Napoli     |
| D     | Italia (bandiera)   | Andrea Barzagli   | Juventus   |
| D     | Italia (bandiera)   | Giorgio Chiellini | Juventus   |
| D     | Italia (bandiera)   | Mattia De Sciglio | Milan      |
| C     | Cile (bandiera)     | Arturo Vidal      | Juventus   |
| C     | Italia (bandiera)   | Andrea Pirlo      | Juventus   |
| C     | Spagna (bandiera)   | Borja Valero      | Fiorentina |
| A     | Uruguay (bandiera)  | Edinson Cavani    | Napoli     |
| A     | Italia (bandiera)   | Antonio Di Natale | Udinese    |
| A     | Italia (bandiera)   | Mario Balotelli   | Milan      |

Migliore calciatore assoluto
| Piazzamento | Giocatore    | Squadra  |
| ----------- | ------------ | -------- |
| Vincitore   | Andrea Pirlo | Juventus |

Migliore allenatore
| Piazzamento | Allenatore    | Squadra  |
| ----------- | ------------- | -------- |
| Vincitore   | Antonio Conte | Juventus |

Migliore calciatore della Serie B
| Piazzamento | Giocatore        | Squadra  |
| ----------- | ---------------- | -------- |
| Vincitore   | Domenico Berardi | Sassuolo |

Miglior società
| Piazzamento | Società calcistica |
| ----------- | ------------------ |
| Vincitore   | Juventus           |

Migliore arbitro
| Piazzamento | Arbitro        |
| ----------- | -------------- |
| Vincitore   | Nicola Rizzoli |

Calciatrice dell'anno
| Piazzamento | Giocatrice         | Squadra          |
| ----------- | ------------------ | ---------------- |
| Vincitrice  | Melania Gabbiadini | Bardolino Verona |